# Mol (glazba)
Mol (od lat. mollis, molle = mekan / engl. minor / njem. Moll / fr. mode mineur / tal. modo minore) je naziv tonskog roda koji karakterizira određenu vrstu dijatonske ljestvice.  Kolokvijalno se najčešće odnosi na molsku ljestvicu, a rabi se i u nazivima molskih tonaliteta i akorda.

## Povijest
Pojmovi dur i mol historijski su povezani s pojavom tonaliteta. Tonalitetne durske ili molske tendencije, odnosno akordske, harmonijske tendencije pojavile su se tek unutar razvijene višeglasne glazbe 15. i 16. stoljeća. Talijanski skladatelj i glazbeni teoretičar Gioseffo Zarlino prvi se opširno bavio pitanjem durskoga i molskoga trozvuka, a dur i mol su kao tonalitetni načini prevladali tek u glazbi 17. stoljeća. U teoriji glazbe tzv. zapadnoga svijeta mnogi su teoretičari pojedinim tonskim načinima, akordima i ljestvicama često pridavali značajke durskoga ili molskoga roda (njem. Tongeschlecht). Katkada su takva razmišljanja čak bila u skladu i s aktualnim poimanjem rodne ideologije, po kojoj su duru stereotipno pridavane muške, a molu ženske osobine (dur od lat. durus, 3 = tvrd; mol od lat. mollis, molle = mekan, pogodan za obrađivanje; takva se primarno etimologijska objašnjenja i danas mogu naći u stručnoj literaturi).

## Molska ljestvica
Molska je ljestvica dijatonski niz od osam tonova, koji počinje i završava tonovima istog imena razmaknutima za oktavu. Osnovna karakteristika, po kojoj je moguće prepoznati molsku ljestvicu, karakterističan je raspored razmaka među njenim tonovima, odnosno stupnjevima. Svaki stupanj ljestvice ima i sasvim određenu melodijsko-harmonijsku funkciju. Za molske je ljestvice – jednako kao i za durske – također karakteristična mogućnost transpozicije, pri čemu sama struktura ljestvice uvijek ostaje ista. To nije slučaj s tzv. starim načinima (modusima), kod kojih promjena početnoga tona redovito znači i promjenu tonskoga načina.
Ovisno o odnosu donje medijante (šestoga stupnja ljestvice) i vođice (sedmoga stupnja ljestvice) spram tonike, svaka se molska ljestvica pojavljuje u tri osnovna oblika: prirodnom, harmonijskom ili melodijskom. Te se tri vrste molske ljestvice od durskih općenito razlikuju po intervalu između tonike (prvoga stupnja ljestvice) i gornje medijante (trećega stupnja ljestvice): u molu je to mala terca, dok je u duru na tom mjestu karakteristična velika terca.
Osim spomenutih triju osnovnih vrsta molske ljestvice postoje i neke druge inačice, primjerice ciganski mol, dorski harmonijski mol, te brojne folklorne i starocrkvene modifikacije prirodne molske ljestvice.

### Prirodni mol
Prva vrsta mola nosi ime prirodni mol. Njega karakteriziraju mala seksta između tonike i donje medijante te mala septima između tonike i vođice. Ta ljestvica ima polustepene između supertonike i gornje medijante te između dominante i donje medijante, dakle između 2. i 3. te 5. i 6. stupnja.

### Harmonijski mol
Jedina razlika između prirodnog i harmonijskog mola je u intervalu između tonike i vođice koji je u harmonijskom molu velika septima. Ta ljestvica ima polustepen između supertonike i gornje medijante, dominante i donje medijante, te između vođice i tonike.

### Melodijski mol
Melodijski mol karakteriziraju velika seksta između tonike i donje medijante, te velika septima između tonike i vođice. Ta ljestvica ima polustepen između supertonike i gornje medijante, te između vođice i tonike.

## Vanjske poveznice
- musictheory.net – The Minor Scale (engl.)
- Allgemeine Musiklehre: Tonleitern / Skalen (njem.)
- Lehrklänge: Die Moll- (Parallel-) Tonarten und ihre Tonleitern (njem.)